# Abbaye de Zaraka
L’abbaye de Zaraka (en grec moderne : Αββαείο του Ζάρακα) est une ancienne abbaye cistercienne située en Grèce, dans la municipalité de Stymphale. Fondée au début du XIIIe siècle par des religieux de l’abbaye d'Hautecombe, elle est abandonnée au bout d'une cinquantaine d'années, principalement en raison du contexte politique et de la disparition de l'empire latin de Constantinople.

## Localisation
L'ancienne abbaye est située à peu de distance du lac Stymphale, connu pour être le lieu du mythologique sixième travail d'Hercule. La vallée est localement appelée « Καθολικόν ». Les rives du lac sont assez fluctuantes, mais l'abbaye en est située à environ un kilomètre au nord, au pied des premières pentes du mont Cyllène,.
Au Moyen Âge, le site de Zaraka est situé sur la route reliant Corinthe à l'Arcadie et à l'Élide, ce que rapporte notamment la version catalane de la Chronique de Morée.

## Histoire

### Fondation
L'abbaye de Zaraka est fondée par des moines venus de l’abbaye d'Hautecombe,,,, ou peut-être ceux de Morimond, entre 1210 et 1225.

### Relation au territoire environnant
La fondation de l'abbaye prend place dans un paysage qui n'est pas vierge, le monachisme orthodoxe ayant déjà petit à petit organisé le territoire au cours des siècles précédents. Le choix de Zaraka est en outre fondé sur l'abondance de la ressource en eau, ainsi que sur le relatif isolement du lieu, propre à l'établissement d'un site monastique. L'abondance de la ressource hydrique implique toutefois la création d'un aménagement hydraulique, ou la réutilisation d'éléments antiques subsistants ; les traces archéologiques de ces aménagements sont perceptibles au début du XXIe siècle.
Compte tenu de l'absence de paroisse dans ces villages reculés, l'implantation du monastère répond à certains besoins religieux des populations locales. Toutefois, un accord conclu en 1223 autorise ces populations à être également desservies par les prêtres orthodoxes, selon un ratio dépendant de la taille du village. La desserte religieuse s'inscrit dans un contexte de compétition visant à attirer la population locale ; les monastères orthodoxes, plus petits, sont plus répartis sur l'ensemble du territoire, mais les cisterciens bénéficient, durant leur bref séjour à Zaraka, de l'appui politique. Ainsi, les desservants orthodoxes ont besoin d'une autorisation pour être envoyés en mission ; un document cistercien de 1241 met en garde Zaraka contre les religieux qui battent la campagne sans cette autorisation.

### Abandon
Après le départ des cisterciens, le site reste utilisé durant plus d'un siècle.